# Dialoghi (Confucio)
I Dialoghi (論語T, 论语S Lún YǔP), sono una raccolta di pensieri e di frammenti di dialoghi del pensatore e filosofo cinese Confucio e dei suoi discepoli. 
Il titolo cinese significa letteralmente "discussione sulle parole [di Confucio]". Talvolta, specialmente nei trattati più datati, l'opera è presentata come "Analecta di Confucio" (ed anche nelle versioni anglosassoni sono noti come Analects), sebbene la traduzione analecta sia sbagliata e fuorviante, poiché i Dialoghi non fanno affatto parte di tale stile letterario.
Scritti durante il Periodo delle primavere e degli autunni e il Periodo dei regni combattenti (ca. 479 a.C. - 221 a.C.), i Dialoghi sono considerate tra le opere più rappresentative del pensiero confuciano, ed hanno tuttora una grande influenza sulla cultura cinese e dell'Asia orientale.

## Storia e versioni

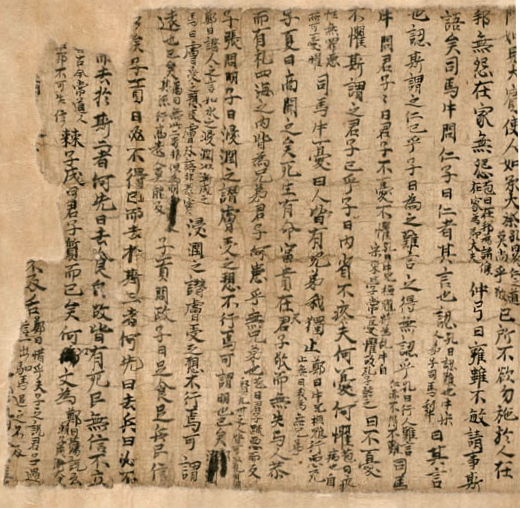
Una pagina originale dei Dialoghi

I Dialoghi furono probabilmente scritti in un periodo di 30-50 anni. Iniziato durante il Periodo delle primavere e degli autunni, il lavoro di raccolta e di organizzazione degli insegnamenti confuciani fu forse terminato durante il Periodo dei regni combattenti, sebbene non si conosca una precisa data di pubblicazione dell'opera completa, né alcuna informazione su chi ne sia l'autore. In Cina l'opera è stata da molti attribuita a Confucio stesso, ma le indagini filologiche ad oggi non permettono di risalire ad una fonte certa, anche a causa del devastante rogo dei libri del 213 a.C. ad opera del Primo Imperatore Qin Shi Huang.
I capitoli dei Dialoghi sono raggruppati per temi, ma non sviluppano un discorso strutturato. La sequenza dei capitoli appare del tutto casuale, accostando temi che non sono in alcun modo collegati fra loro. Alcuni temi centrali si ripetono in vari capitoli, talvolta nella stessa formulazione e talvolta con lievi variazioni. Questo ha indotto a pensare che il libro non sia stato scritto da un solo autore, ma sia l'opera collettiva di più persone. I curatori finali dei Dialoghi, ad ogni modo, erano probabilmente discepoli di Zengzi, uno dei più influenti allievi di Confucio.
All'epoca della dinastia Han esistevano tre versioni di Dialoghi: quelli di Lu (cinese trad.: 魯論語; cinese sempl.: 鲁论语; pinyin: Lǔ Lùnyǔ), quelli di Qi (cinese trad.: 齊論語; cinese sempl.: 齐论语; pinyin: Qí Lùnyǔ) e gli Antichi testi dei Dialoghi (cinese trad.: 古文論語; cinese sempl.: 古文论语; pinyin: Gǔwén Lùnyǔ). Le versioni Lu e Qi erano molto simili, ma la versione di Qi comprendeva due capitoli supplementari, Wèn wáng (cinese trad.: 問王; cinese sempl.: 问王) e Zhīdao (cinese: 知道), oltre ai venti capitoli comuni alle tre versioni. La versione degli antichi testi divideva il capitolo Zǐzhāng (cinese trad.: 子張; cinese sempl.: 子张) in due, e l'ordine dei capitoli e del testo era in gran parte diverso dalle altre due versioni.
Verso la fine della dinastia Han occidentale, Zhang Yu, un precettore dell'imperatore Cheng, combinò le versioni Lu eQi dei Dialoghi mantenendo però il numero dei capitoli della versione Lu. La versione di Zhang diventò nota come Dialoghi del marchese Zhang, ed è la versione più nota al giorno d'oggi.
Una versione più tarda dei Dialoghi scritta su strisce di bambù prima del 55 a.C., fu scoperta nel 1973 a Dingzhou (Dingxian) nella provincia dello Hebei, ed è stata pubblicata nel 1997. Questa versione, sebbene frammentaria, potrebbe contribuire a gettare nuova luce sulla tradizione testuale dei Dialoghi nelle future edizioni critiche.

## Influenza
Dai tempi di Confucio, i Dialoghi hanno fortemente influenzato la filosofia e i valori etici della Cina e, più tardi, degli altri paesi dell'Asia orientale. Insieme alle altre opere che costituiscono i Quattro Libri, insegnavano le principali virtù confuciane: il decoro (cinese trad.:禮; cinese sempl.: 礼; pinyin: lǐ), la giustizia (cinese trad.: 義; cinese sempl.: 义; pinyin: yì), la lealtà (cinese: 忠; pinyin: zhōng) e la pietà filiale (cinese: 孝; pinyin: xiào).
Per circa due millenni, i Dialoghi sono stati un testo fondamentale negli studi di ogni letterato cinese, indispensabile alla sua formazione morale. Gli esami imperiali, aboliti dal grande piano di riforme del 1905-1908 ad opera degli ultimi Qing, attribuivano grande importanza allo studio dei testi confuciani, che dovevano essere conosciuti a perfezione dai candidati.
Quando i missionari gesuiti entrarono in contatto con la realtà cinese, alla fine del XVI secolo, si interessarono subito ai testi confuciani, ed in particolare ai Dialoghi, testo che fu tradotto in parte in latino a partire dall'inizio del XVII secolo. Oggi il testo è stato tradotto in moltissime lingue.
Il capitolo 10, che contiene dettagli sulla vita quotidiana di Confucio, ha destato l'interesse di Voltaire e di Ezra Pound, che hanno sottolineato la dimensione umana del filosofo. Simon Leys, che ha recentemente tradotto i Dialoghi in inglese e in francese, ha affermato che l'opera costituisce il primo esempio di un libro che descrive la vita di un personaggio storico. Analogamente, Elias Canetti ha definito i Dialoghi come il più antico ritratto intellettuale e spirituale di un uomo (Das Gewissen der Worte, 1975).

## Edizioni italiane
- I Dialoghi, trad., introd. e note di Alberto Castellani, Firenze, Sansoni, 1924-1990.
- La grande scienza. Il giusto mezzo. I dialoghi, traduzione di Stanislao LoKuang, Istituto Culturale Italo-Cinese, 1956.
- I Dialoghi, in:  Testi confuciani, traduzione di Fausto Tomassini, Introduzione di Lionello Lanciotti, Collezione Classici delle religioni. Sezione I: Le religioni orientali, Torino, UTET, 1974.
- I Dialoghi, traduzione di e note di Fausto Tomassini (su licenza UTET), Introduzione di Pietro Citati, Collana BUR, Milano, Rizzoli, ottobre 1975. - anche in Opere, TEA, Milano, 1993.
- Massime, a cura di Paolo Santangelo, Roma, Newton Compton, 1995-2017.
- I Dialoghi, a cura di Edoarda Masi, Collana Superbur Classici, Milano, BUR, 2000. - SE, Milano, 2016, ISBN 978-88-67-23234-5.
- Dialoghi, a cura di Tiziana Lippiello, Collana Tascabili Classici, Torino, Einaudi, 2003, ISBN 978-88-06-16608-3.
- Breviario, a cura di G. Mandel, Collana Breviari, Milano, Bompiani, 2003, ISBN 978-88-45-29251-4.
- I detti di Confucio, a cura di Simon Leys e Carlo Laurenti, Milano, Adelphi, 2006.
- Analecta. Pensieri, dialoghi, sentenze, a cura di Luigi Maggio, Collana Testi a fronte, Milano, Bompiani, 2016, ISBN 978-88-45-28121-1.